# Virama
Il virama (dal sanscrito विराम, virāma, "cessazione", "termine", "fine") è un segno diacritico utilizzato in gran parte delle scritture brahmi per indicare una consonante (altrimenti legata ad un vocale inerente) non seguita da alcuna vocale.
Ad esempio, nell'alfabeto devanagari,
- क è il grafema ka;
- ् è un virama;
- क् (ka + virama) rappresenta la consonante k.

Se क् è seguita da un'altra consonante, ad esempio ष (ṣa), il risultato sarà क्‌ष (kṣa), anche se spesso esistono apposite legature (in questo caso क्ष).